# Сарижар
Сарижа́р (каз. Сарыжар) — село у складі Мартуцького району Актюбінської області Казахстану. Адміністративний центр Сарижарського сільського округу.
До 2014 року село називалось Хлібодаровка.
Населення — 4963 особи (2021; 3531 у 2009, 1945 у 1999, 1731 у 1989).